# Castelnavet
Castelnavet é uma comuna francesa na região administrativa de Occitânia, no departamento de Gers. Estende-se por uma área de 18,06 km². Em 2010 a comuna tinha 133 habitantes (densidade: 7,4 hab./km²).